# Magnetoricezione
La magnetoricezione o magnetocezione è la facoltà di vari animali di fare uso del campo geomagnetico per orientarsi durante le migrazioni o gli spostamenti in genere. Si conoscono principalmente due meccanismi di magnetoricezione. Uno dei due meccanismi si basa sulla presenza di un minerale magnetico ricco di ferro, la magnetite, mentre il secondo meccanismo detto di coppia di radicali funziona con criptocromi, che sono flavoproteine presenti nella retina dell'occhio di vari animali ed è dipendente dalla luce. È stato studiato soprattutto nell'uccello migratore pettirosso (Erithacus rubecula). 

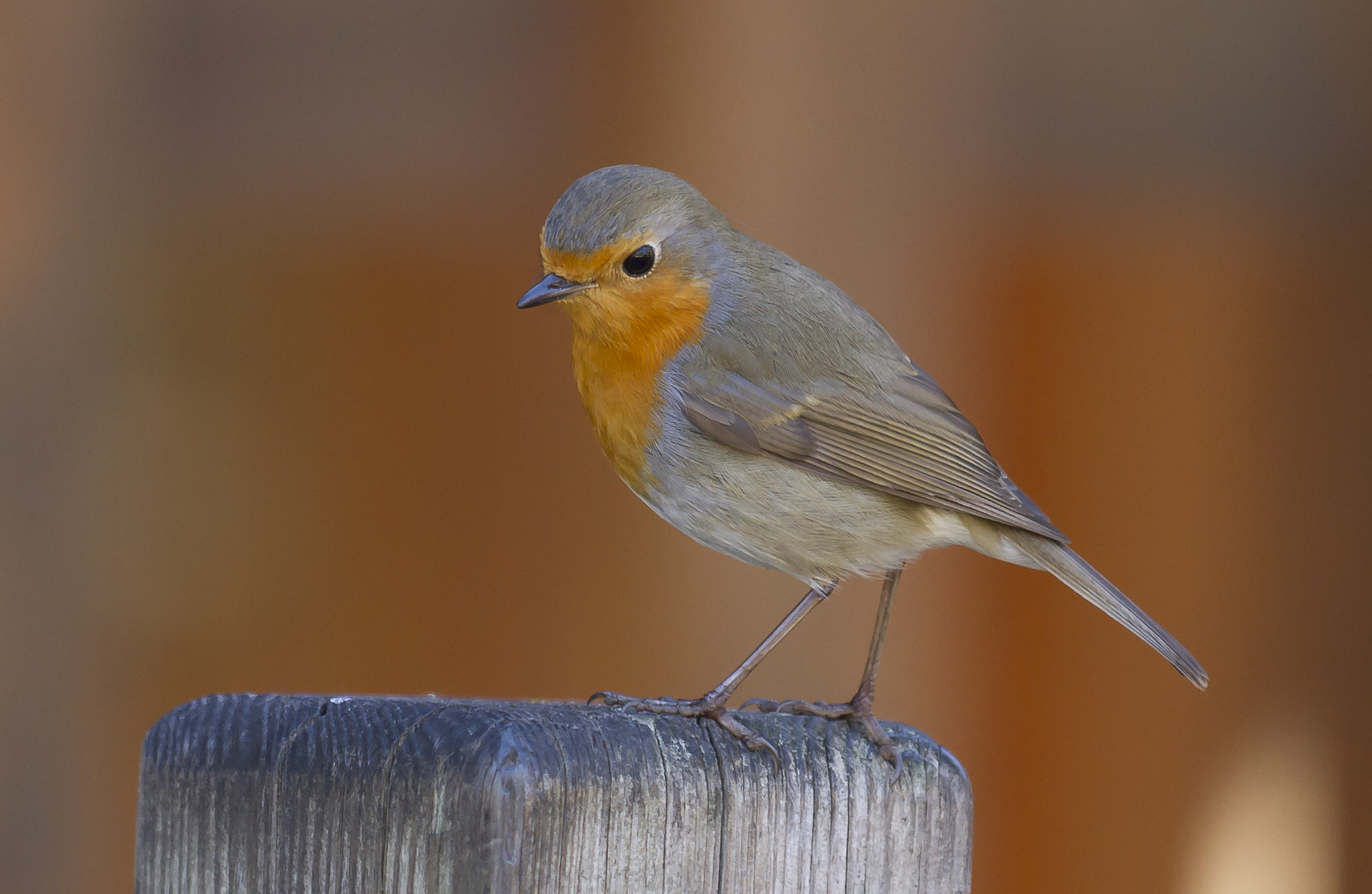
Pettirosso europeo

## La magnetite
In batteri è stata trovata la magnetite talvolta come cristalli di Fe3O4 oppure di greigite Fe3S4. La magnetite, che è un minerale con proprietà magnetiche, è presente anche in molluschi, salmoni e lungo il bordo del becco del piccione. Si supponeva quindi che i cristalli potevano orientarsi e allinearsi secondo il campo geomagnetico, ma non sono mai stati trovati i recettori responsabili della trasformazione dell'orientamento della magnetite in base al campo geomagnetico in un impulso nervoso. Il meccanismo sarebbe analogo a una bussola che si orienta rispetto all'asse Nord-Sud. Se vengono messi in certe condizioni di luce, gli uccelli migratori mostrano risposte di "direzione fissa" al campo magnetico, che ha origine nei recettori nel becco. Questi risultati sottolineano che ci sono magnetorecettori a base di magnetite situati nella parte superiore del becco vicino alla pelle. Tuttavia, questa ipotesi è stata ridimensionata dimostrando che le cellule contenenti magnetite nel becco degli uccelli migratori erano macrofagi e non neuroni magnetosensitivi.

## I criptocromi

### Generalità
La magnetoricezione mediante coppia di radicali era già stata ipotizzata nel 1978 da Schulten. Gli autori supponevano che meccanismi già noti propri della fotosintesi potevano essere validi anche per sensori biomagnetici ossia per la magnetoricezione. Gli studi che seguirono confermarono questa ipotesi. La magnetoricezione mediante coppia di radicali dipende dalla luce ed è nell'occhio degli uccelli migratori che sono state trovate delle molecole proteiche, i criptocromi. Queste proteine sono le uniche a formare radicali liberi al momento dell'eccitazione da parte di un fotone. Il nome deriva dalle Criptogamae, che sono piante come i felci, muschi e licheni nelle quali sono stati scoperti i criptocromi. Anche le piante contengono quindi criptocromi, infatti in Arabidopsis thaliana i criptocromi facilitano la crescita quando la luce blu è limitante. Sono in seguito scoperti criptocromi nell'occhio di molte specie animali. In Drosophila melanogaster (il moscerino della frutta) potrebbe avere sia la funzione di magnetoricezione sia quella di regolatore del ritmo circadiano. Nei mammiferi quali il topo e l'uomo i criptocromi hanno un ruolo unicamente nella regolazione del ritmo circadiano.

### Meccanismo

Rappresentazione schematica del campo geomagnetico (grigio) rispetto all'asse terrestre (blu). Vengono mostrate linee di campo magnetico specchiate. Al polo sud le linee sono generate con un'inclinazione iniziale di +90° rispetto alla superficie terrestre. L'inclinazione diminuisce fino a diventare parallela alla superficie della Terra nel punto dell'equatore magnetico, per poi arrivare a -90°, dove le linee si ricongiungono al polo nord magnetico. Gli uccelli migratori sentono sia l'intensità sia l'inclinazione che permette loro di determinare la latitudine e la longitudine. Da Wikibooks Sistemi sensoriali/Uccelli - Navigazione magnetica

La magnetoricezione mediante coppia di radicali è dipendente dalla luce. Infatti il meccanismo si verifica nella retina dell'occhio dei vertebrati. Nella retina, a livello delle cellule fotorecettrici, si trovano inclusi tra le membrane i criptocromi che sono una classe di flavoproteine. Tra questi il criptocromo 4 (CRY4) è particolarmente interessante in quanto è l'unico che si trova nella retina dei vertebrati che navigano con questo tipo di 'bussola'. Le flavoproteine contengono degli accettori di elettroni come il flavina adenina dinucleotide (FAD) e sono responsabili delle reazioni redox. Il FAD è inserito profondamente nel criptocromo che possiede alcuni residui di triptofano (Trp) importanti nel trasferimento degli elettroni. Quando il criptocromo è colpito da un fotone, un elettrone in FAD viene spostato e deviato verso i residui di Trp, che sono le molecole accettori. Si creano così due radicali liberi, che sono molto reattivi. Gli elettroni della coppia di radicali sono entangled e sono quindi correlati allo spin ma spazialmente separati. La coppia di radicali oscilla tra lo stato di singoletto e quello di tripletta e avviene la ricombinazione della coppia per formare un prodotto o segnale chimico. Il prodotto chimico formato dipende dall'essere in uno stato di singoletto o di tripletta, che a sua volta dipende dal campo magnetico. Il prodotto chimico potrebbe essere un neurotrasmettitore ma non è mai stato dimostrato. A questo punto è stata avanzata l'ipotesi che l'uccello possa vedere il campo geomagnetico. Non si tratta quindi di una bussola come nel caso della magnetite, ma di una bussola 'a inclinazione' che permette al pettirosso, o a un'altra specie di uccello, un orientamento rispetto al campo geomagnetico per quanto riguarda la direzione e l'intensità, che varia a seconda della latitudine. Il campo si allarga andando verso l'equatore, ma si restringe andando verso Nord dove si intensifica e permette quindi di vedere o comunque di sentire l'inclinazione e determinare la latitudine e longitudine come è stato dimostrato da studi sulla cannaiola (Acrocephalus scirpaceus).
La magnetoricezione mediante coppia di radicali è considerato un fenomeno quantistico e fa quindi parte della biologia quantistica.

### Da notare
I pettirossi migrano soprattutto di notte quando i fotoni necessari per la magnetoricezione sono scarsi. È stato dimostrato che le flavoproteine, il criptocromo, contenente il FAD, dopo essere attivati nella fase diurna da fotoni di luce blu, formano radicali liberi insieme al triptofano. Ulteriori fotoni di luce verde e blu riducono il FAD a FADH. In assenza di fotoni, il FADH può tornare a formare una coppia di radicali con una molecola di superossido o altro radicale libero per tornare in seguito allo stato ossidato o FADox.
Per quanto riguarda gli esseri umani ulteriori studi sono necessari affinché si possa affermare che la magnetoricezione sia una capacità che possa contraddistinguerli o meno. L'osso etmoide, di cui una parte partecipa a costituire la porzione superiore della cavità nasale, presenta depositi di materiali magnetici, i quali sono indice o apparenza di una capacità magnetoricettiva.
Inoltre gli esseri umani presentano un criptocromo (cry2) nella retina che è sensibile al magnetismo quando viene esposto alla luce. Uno studio del 2019 mostra come le onde alfa cerebrali interagiscono con i campi magnetici , pertanto un possibile cambiamento del comportamento se esistente come effetto di questa interazione deve essere ancora dimostrato o osservato da questa causa interagente al fine di affermare che tale accadimento è presente nell'universo o meno.